# Liste der Kulturdenkmale in Schlat

Wappen von Schlat

In der Liste der Kulturdenkmale in Schlat werden unbeweglichen Bau- und Kunstdenkmale in Schlat aufgelistet. Diese Liste ist noch unvollständig.

## Allgemein
- Bild: Zeigt ein ausgewähltes Bild aus Commons, „Weitere Bilder“ verweist auf die Bilder im Medienarchiv Wikimedia Commons.
- Bezeichnung: Nennt den Namen, die Bezeichnung oder die Art des Kulturdenkmals.
- Lage: Straßenname und Hausnummer oder Flurstücknummer des Kulturdenkmals, gegebenenfalls auch den Ortsteil. Die Grundsortierung der Liste erfolgt nach dieser Adresse. Der Link (Karte) führt zu verschiedenen Kartendiensten mit der Position des Kulturdenkmals. Fehlt dieser Link, wurden die Koordinaten noch nicht eingetragen. Sind diese bekannt, können sie über ein Tool mit einer Kartenansicht einfach nachgetragen werden. In dieser Kartenansicht sind Kulturdenkmale ohne Koordinaten mit einem roten bzw. orangen Marker dargestellt und können durch Verschieben auf die richtige Position in der Karte mit Koordinaten versehen werden. Kulturdenkmale ohne Bild sind an einem blauen bzw. roten Marker erkennbar.
- Datierung: Baubeginn, Fertigstellung, Datum der Erstnennung oder grobe zeitliche Einordnung entsprechend des Eintrags in der zuständigen Denkmaldatenbank (Landesamt für Denkmalpflege Baden-Württemberg).
- Beschreibung: Kurzcharakteristik des Kulturdenkmals.

## Liste
| Bild           | Bezeichnung              | Lage                                   | Datierung             | Beschreibung | ID |
| -------------- | ------------------------ | -------------------------------------- | --------------------- | --- | -- |
|                | Grabhügelgruppe          | Flur Seeholz                           |                       | Die Grabhügelgruppe befindet sich in einem Wald nördlich von Schlat. Geschützt nach § 12 DSchG                                                                                      |    |
| Weitere Bilder | Burg Zillenhardt         | Flur Zillhart (Flstnr. 373/36) (Karte) | 1108 erwähnt          | Die abgegangene Burg Zillenhardt liegt nordwestlich von Schlat. Sie umfasst einen 36 mal 25 Meter großen Burgplatz und gehörte den Herren von Zillenhardt. Geschützt nach § 2 DSchG |    |
| Weitere Bilder | Evangelische Pfarrkirche | Hauptstraße 22                         | 1584 mit älterem Kern | Diese evangelische Pfarrkirche mit Resten einer Kirchhofmauer befindet sich nordöstlich des historischen Kerns von Schlat. Geschützt nach §§ 2, 28 DSchG                            |    |